# Adam Łabędzki
Adam Łabędzki (né le 22 septembre 1972 à Kościan en Pologne) est un pilote motonautique polonais, champion d'Europe en 2005 et champion du monde en 2006.

## Carrière sportive
Il débute à Unia Leszno en tant que pilote de Speedway. En 1991 il devient deuxième au championnat de Pologne juniors (derrière Tomasz Gollob). En 2003, il termine sa carrière de Speedway pour se consacrer au motonautisme.

## Palmarès

### championnats du monde
- 2006 :  médaille d'or  classe T-500

### championnats d'Europe
- 2005 :  médaille d'or  classe T-500
- 2006 :  médaille de bronze classe S-550